# الادیکادو
الادیکادو (به انگلیسی: Aladikkadu) یک منطقهٔ مسکونی در هند است که در تامیل نادو واقع شده‌است.

## خصوصیات
الادیکادو ۷۷۷ نفر جمعیت دارد.